# Rabri Devi
Rabri Devi Yadav (née en 1956) est une femme politique de l'État indien du Bihar. Elle est membre du conseil législatif de la région et a effectué trois mandats en tant que Ministre en chef du Bihar, de 1997 à 2005, représentant le parti Rashtriya Janata Dal. Elle est la femme de Laloo Prasad Yadav, ministre en chef du Bihar avant elle puis ministre des chemins de fer du pays. Elle est actuellement chef de l'opposition du conseil législatif du Bihar.

## Carrière
Quand Laloo Prasad Yadav doit quitter son poste de Ministre en chef du Bihar en raison d'un scandale de corruption, il donne le poste de Ministre en chef à sa femme, Rabri Devi,. Femme au foyer et illettrée,, elle a régulièrement affirmé ne pas s'intéresser à la politique. Il est régulièrement supposé que Laloo Prasad Yadav continue à diriger le pays en utilisant sa femme après sa propre disgrâce,.
Elle devient la première femme Ministre en chef du Bihar le 25 juillet 1997. En 2010, elle se présente à deux postes lors des élections législatives, mais perd les deux élections tandis que son parti obtient des résultats loin en-dessous des prévisions,.
Elle se présente ensuite aux élections législatives indiennes de 2014, qu'elle perd.